# Antimoon(V)fluoride
Antimoon(V)fluoride is een anorganische verbinding van antimoon, met als brutoformule SbF5. Het is een kleurloze vloeistof, die deel uitmaakt van een van de sterkste zuren, fluorantimoonzuur. Antimoon(V)fluoride heeft een trigonaal bipiramidale structuur, waarbij antimoon dsp3-gehybridiseerd is.

## Toxicologie en veiligheid
De stof ontleedt bij verhitting met vorming van giftige dampen, onder andere antimoon en fluor. Ze reageert hevig met water, met vorming van het giftige en corrosieve waterstoffluoride. Antimoon(V)fluoride tast ook glas, koper en lood aan.